# Jean-Marc Nattier

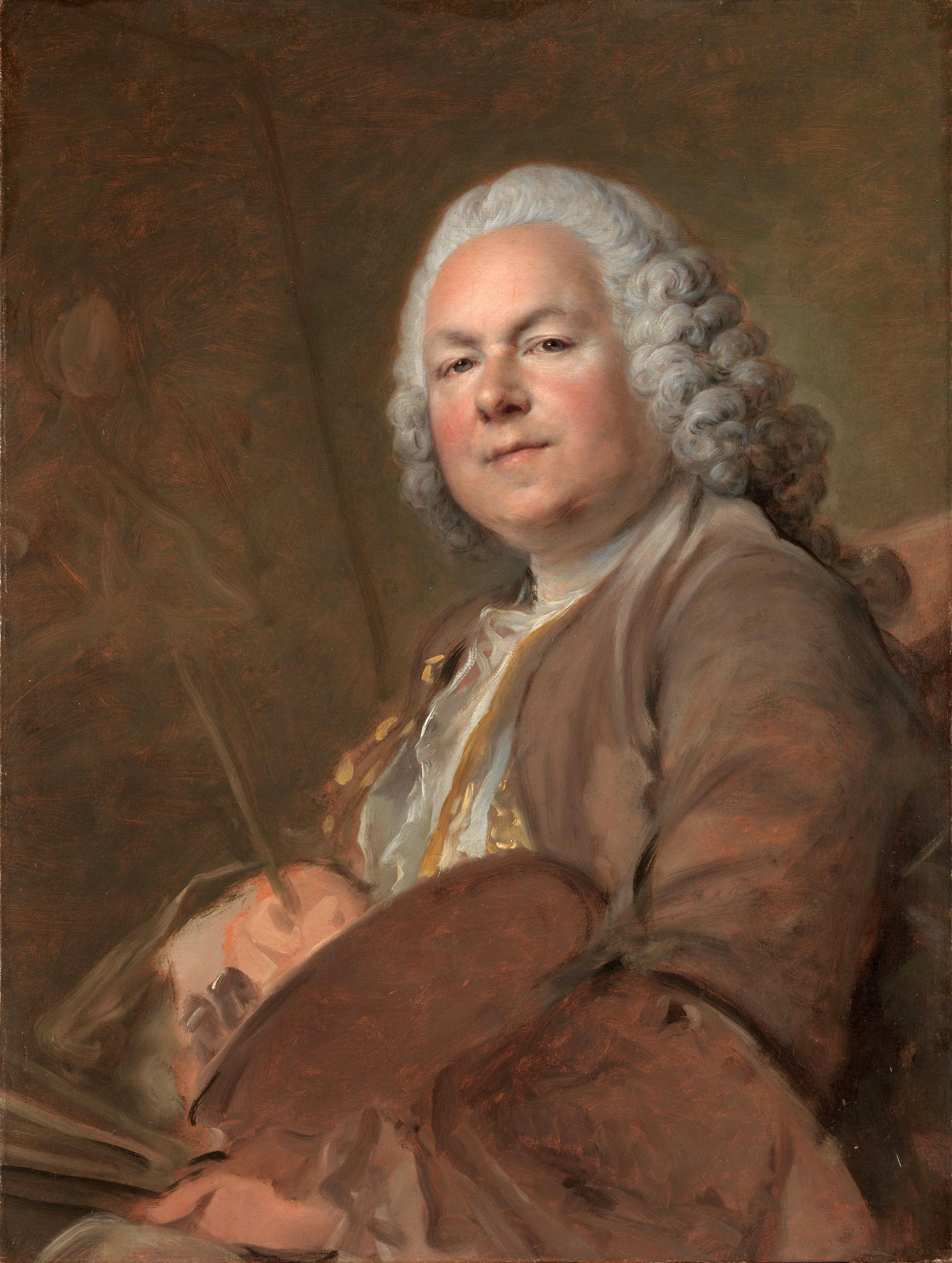
Portret van Jean-Marc Nattier door Louis Tocqué

Jean-Marc Nattier (Parijs, 17 maart 1685 - aldaar, 7 november 1766) was een Franse rococoschilder uit de Franse school. Hij is beroemd om zijn door velen schitterend bevonden, vrouwelijke portretten.
Hij werkte als kunstschilder aan het hof van koning Lodewijk XV van Frankrijk waar hij de koninklijke dochters portretteerde. Er worden verscheidene schilderijen van hem in bekende musea bewaard zoals het Louvre, het Kasteel van Versailles en de Wallace Collection (te Londen).
Nattier maakte ook schilderijen van tsaar Peter I van Rusland en van de latere tsarina Catharina I. En schilderde hij meerdere portretten van de Franse koningin Maria Leszczyńska, en ook van haar vader koning Stanislaus I van Polen.
Louis Tocqué was zijn leerling en tevens schoonzoon.

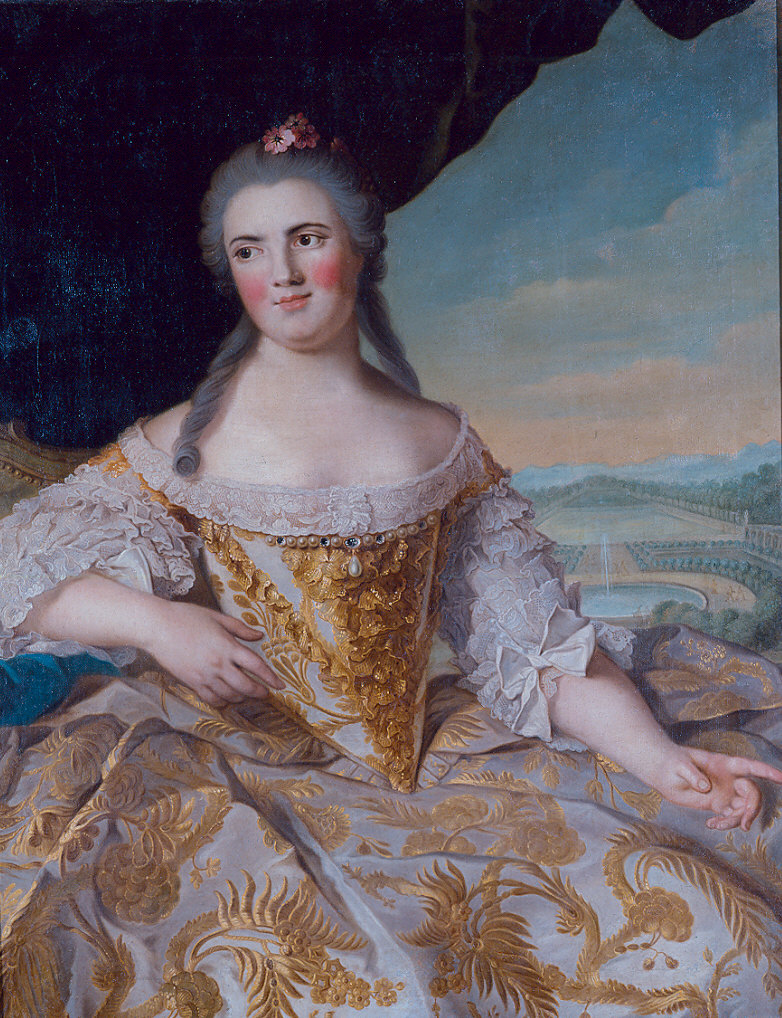
Madame infante Louise Elisabeth, hertogin van Parma
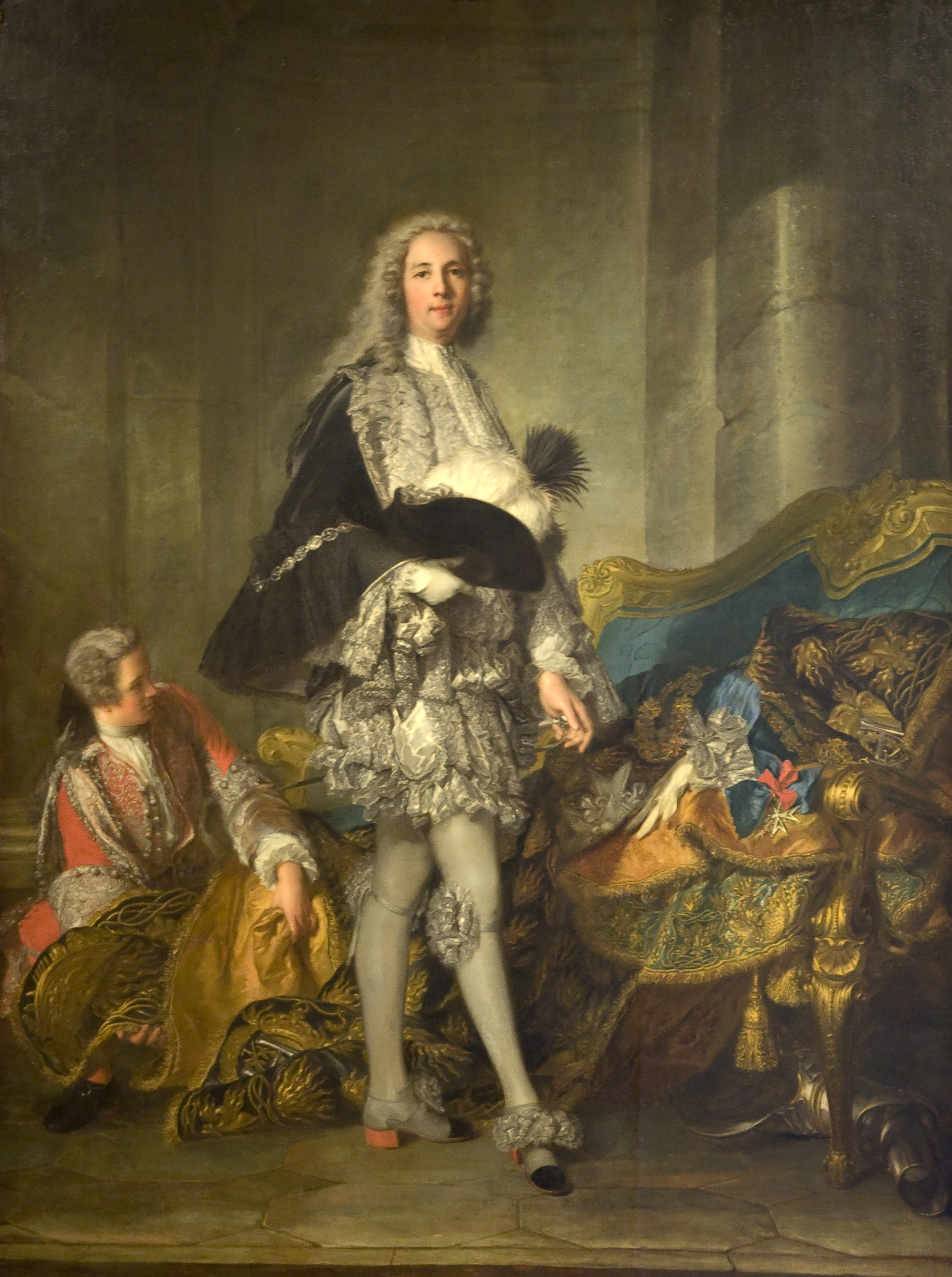
Portret van maarschalk-hertog Richelieu in het Museu Calouste Gulbenkian
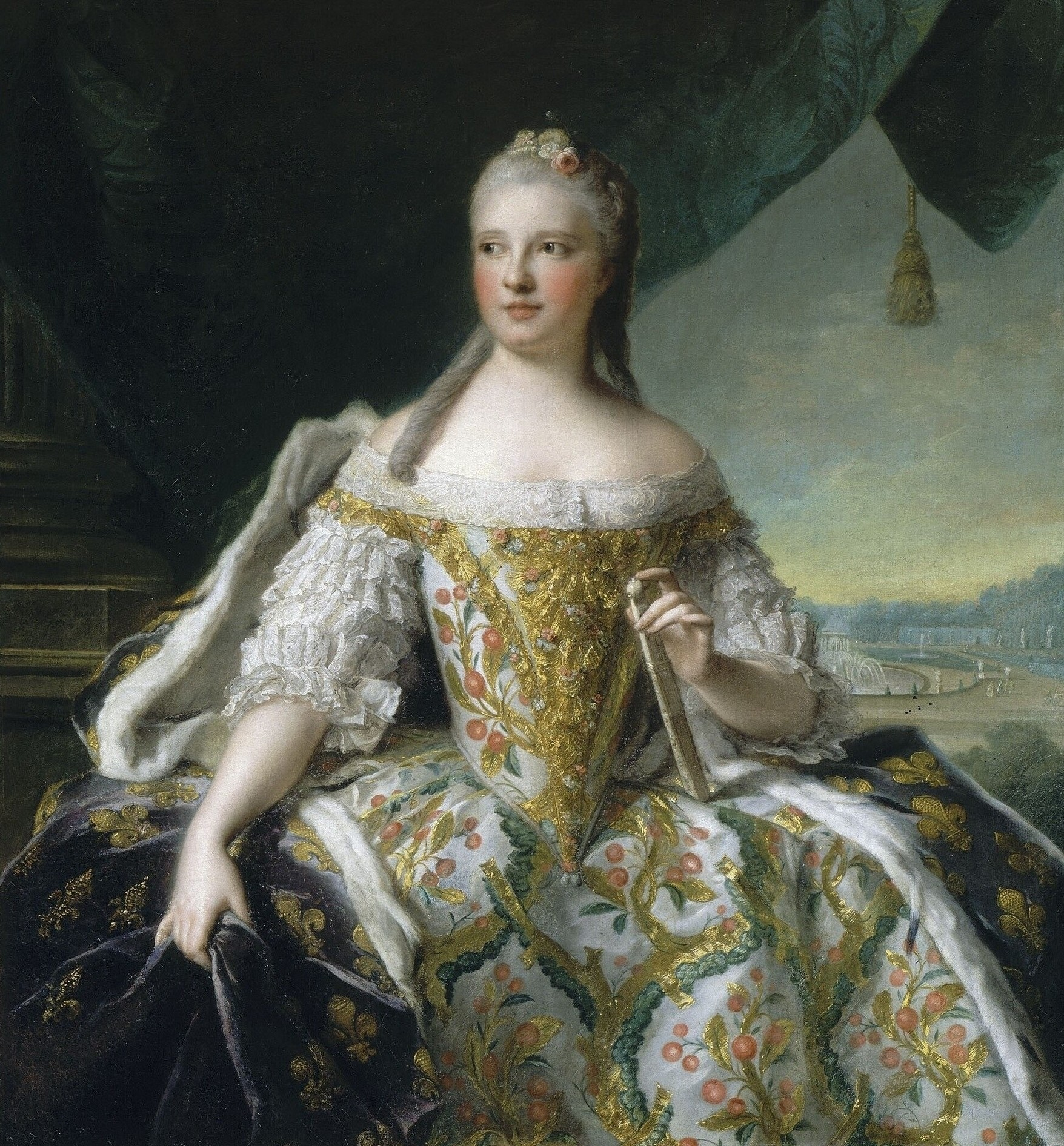
Madame la dauphine Maria Josepha van Saksen
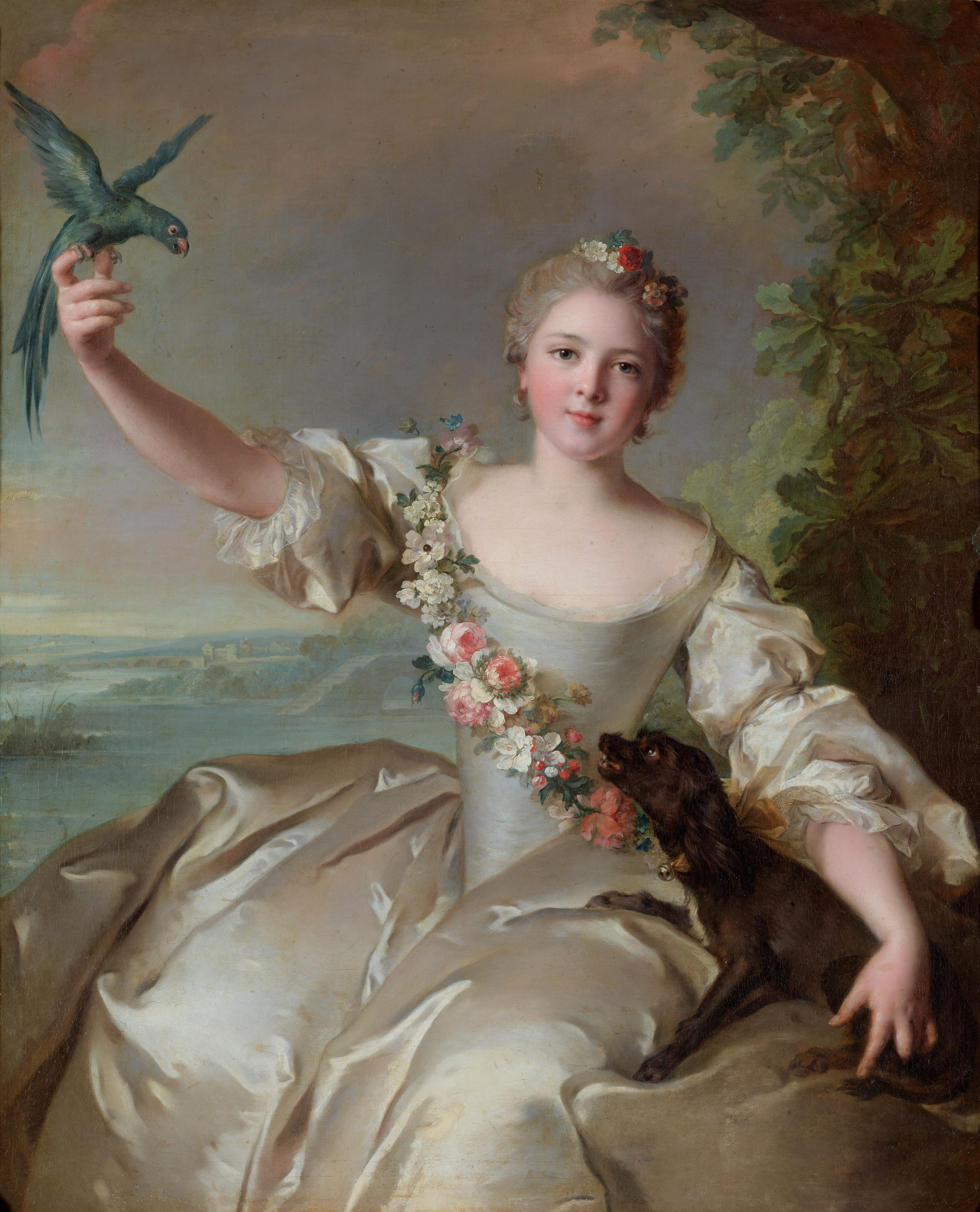
Portret van Mathilde de Canisy, markiezin van Antin
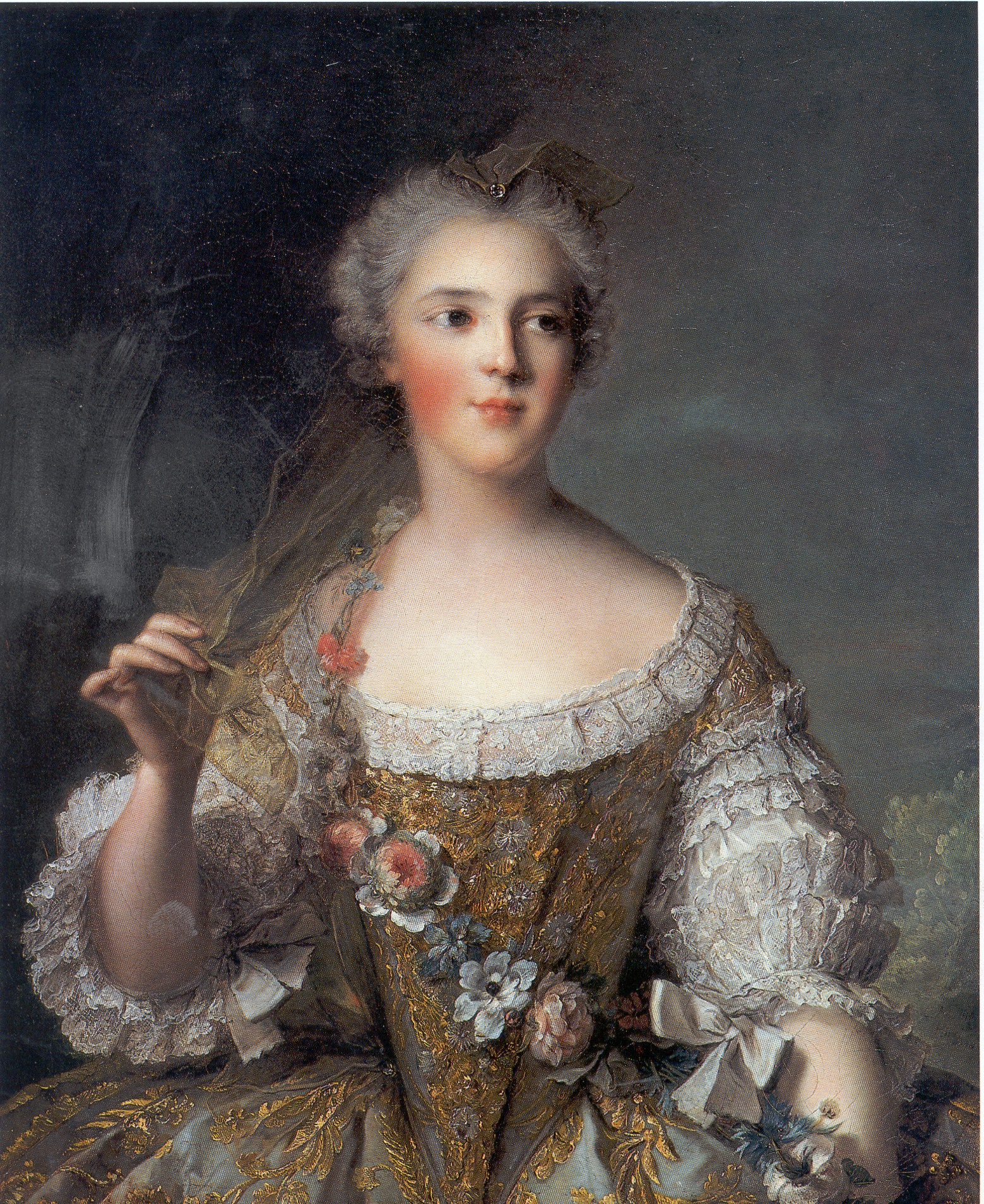
Madame Sophie Elisabeth van Frankrijk
Madame Henriëtte Anne
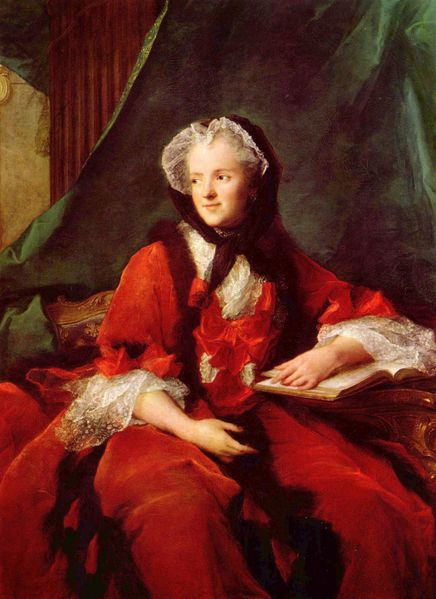
Het beroemde portret van koningin Maria Leszczyńska, de vrouw van Lodewijk XV